# Lindsay Ellingson
Lindsay Ellingson (San Diego, Californië, 19 november 1984) is een Amerikaans model. Ze heeft onder andere gewerkt voor Chanel, Dolce & Gabbana, Proenza Schouler, Valentino, Christian Dior en andere merken. Ellingson is ontdekt tijdens een Pro Scout evenement dat ze bijwoonde in Orange County, Californië. Ze is onder andere bekend als model van Victoria's Secret

## Biografie
Ellingson bewandelde de catwalk voor het eerst in de zomer van 2005. Inmiddels heeft ze al vele catwalks op haar naam staan waaronder: Blumarine, Chanel, Christian Dior, John Galliano, Gucci, Valentino, Lacoste, Marc Jacobs, Óscar de la Renta, en Giorgio Armani.
Haar eerste modeshow voor Victoria's Secret liep ze in 2007, en keerde terug in 2008 en 2009. Ellingson en Emanuela de Paula werden gekozen als gezicht voor "Body by Victoria". Wat ze samen mochten doen met de bekendere modellen Alessandra Ambrosio en Marisa Miller. Ook was ze te zien in de Victoria's Secret 2010 "SWIM" catalogus.